# Gabara nigripalpis
Gabara nigripalpis är en fjärilsart som beskrevs av Druce 1898. Gabara nigripalpis ingår i släktet Gabara och familjen nattflyn. Inga underarter finns listade i Catalogue of Life.